# Венцкович-Лигети, Зофия Людвиговна
Зофия (София) Людвиговна Венцкович-Лигети (пол. Zofia Wenckowicz-Ligeti, 25 декабря 1901, Вильно, Российская империя — 18 ноября 1969, Вильнюс, СССР) — российская революционерка польского происхождения, комиссар венгерского интернационального отряда, затем журналист и общественный деятель. Жена Кароя Лигети.

## Биография
Родилась в Вильно в 1901 году в семье коммерсанта. С началом Первой мировой войны, её семья перебирается в Омск, где Зофия познакомилась с членами РСДРП(б). В числе владевших иностранными языками большевиков вошла в Иностранную коллегию, которая занималась пропагандистской деятельностью среди пленных.
Познакомилась с Кароем Лигети и стала комиссаром его отряда. После поражения отряда оба были взяты в плен и, чтобы заставить Лигети сотрудничать, Зофия Венцкович подвергалась пыткам, однако безуспешно. После гибели Кароя Лигети отправлена поездом-тюрьмой в Читу, затем переведена в Верхнеудинские казематы. Освобождена красными партизанами в 1920 году тяжело больной из-за повреждения позвоночника. Однако от длительного лечения отказалась и была направлена на работу в Восточную Сибирь, Забайкалье, на Амур.
В 1930 году стала первым главным редактором газеты «Социалистическое строительство» в Петровске-Забайкальском. 1 мая 1931 года выходит юбилейный 50 номер, один из экземпляров которого рабочие дарят главному редактору. Затем становится первым главным редактором газеты «Ударник» в посёлке Троицкосавском Кяхтинского аймака, редактором газеты «Забой» в посёлке Балей. Зимой 1937—1938 годов ослепла и была парализована до конца жизни.
С началом Великой Отечественной войны, не имея возможности оказать другую помощь, начала пересылать на фронт песни, частушки, стихи и книги, которые собирали для неё школьники. После войны ведёт обширную переписку с товарищами по революционной борьбе, по просьбе Института истории при ЦК ВСРП пишет воспоминания о венграх-интернационалистах.
Скончалась 18.XI.1969 в г. Вильнюс, СССР.